# Luge nos Jogos Olímpicos de Inverno de 2018 - Individual feminino
O evento individual feminino do luge nos Jogos Olímpicos de Inverno de 2018 ocorreu no Centro de Deslizamento Olímpico, em Daegwallyeong-myeon, PyeongChang, entre 12 e 13 de fevereiro.

## Medalhistas
| Ouro   | GER Natalie Geisenberger |
| Prata  | GER Dajana Eitberger     |
| Bronze | CAN Alex Gough           |

## Resultados
| Pos. | Bib | Atleta                     | 1ª descida | Pos. | 2ª descida | Pos. | 3ª descida | Pos. | 4ª descida  | Pos.        | Total       | Diferença   |
| ---- | --- | -------------------------- | ---------- | ---- | ---------- | ---- | ---------- | ---- | ----------- | ----------- | ----------- | ----------- |
| 01 ! | 6   | GER Natalie Geisenberger   | 46.245     | 1    | 46.209     | 3    | 46.280     | 1    | 46.498      | 2           | 3:05.232    | –           |
| 02 ! | 5   | GER Dajana Eitberger       | 46.381     | 7    | 46.193     | 2    | 46.577     | 7    | 46.448      | 1           | 3:05.599    | +0.367      |
| 03 ! | 11  | CAN Alex Gough             | 46.317     | 2    | 46.328     | 4    | 46.425     | 3    | 46.574      | 3           | 3:05.644    | +0.412      |
| 4    | 2   | GER Tatjana Hüfner         | 46.322     | 3    | 46.339     | 6    | 46.392     | 2    | 46.660      | 5           | 3:05.713    | +0.481      |
| 5    | 7   | CAN Kimberley McRae        | 46.339     | 4    | 46.449     | 8    | 46.480     | 4    | 46.610      | 4           | 3:05.878    | +0.646      |
| 6    | 1   | USA Erin Hamlin            | 46.357     | 6    | 46.333     | 5    | 46.506     | 5    | 46.716      | 8           | 3:05.912    | +0.680      |
| 7    | 22  | ROU Raluca Strămăturaru    | 46.469     | 8    | 46.532     | 12   | 46.606     | 9    | 46.681      | 6           | 3:06.288    | +1.056      |
| 8    | 20  | KOR Aileen Frisch          | 46.350     | 5    | 46.456     | 9    | 46.751     | 13   | 46.843      | 11          | 3:06.400    | +1.168      |
| 9    | 15  | AUT Madeleine Egle         | 46.726     | 14   | 46.646     | 14   | 46.541     | 6    | 46.696      | 7           | 3:06.609    | +1.377      |
| 10   | 8   | ITA Andrea Vötter          | 46.577     | 10   | 46.483     | 11   | 46.907     | 15   | 46.892      | 13          | 3:06.859    | +1.627      |
| 11   | 10  | SUI Martina Kocher         | 46.837     | 17   | 46.657     | 15   | 46.638     | 11   | 46.761      | 10          | 3:06.893    | +1.661      |
| 12   | 16  | LAT Ulla Zirne             | 46.471     | 9    | 46.409     | 7    | 47.327     | 22   | 46.895      | 14          | 3:07.102    | +1.870      |
| 13   | 21  | CAN Brooke Apshkrum        | 46.834     | 16   | 46.839     | 18   | 46.905     | 14   | 46.983      | 15          | 3:07.561    | +2.329      |
| 14   | 3   | ITA Sandra Robatscher      | 46.620     | 12   | 47.116     | 24   | 47.083     | 17   | 46.746      | 9           | 3:07.565    | +2.333      |
| 15   | 13  | OAR Ekaterina Baturina     | 47.122     | 21   | 46.700     | 16   | 46.675     | 12   | 47.122      | 17          | 3:07.619    | +2.387      |
| 16   | 12  | LAT Elīza Cauce            | 47.458     | 25   | 46.477     | 10   | 46.624     | 10   | 47.092      | 16          | 3:07.651    | +2.419      |
| 17   | 17  | AUT Hannah Prock           | 46.622     | 13   | 46.585     | 13   | 47.743     | 25   | 46.854      | 12          | 3:07.804    | +2.572      |
| 18   | 24  | KOR Sung Eun-ryung         | 46.918     | 18   | 46.851     | 20   | 47.205     | 18   | 47.276      | 18          | 3:08.250    | +3.018      |
| 19   | 4   | USA Summer Britcher        | 46.829     | 15   | 46.132     | 1    | 46.603     | 8    | 48.770      | 19          | 3:08.334    | +3.102      |
| 20   | 14  | POL Ewa Kuls-Kusyk         | 47.037     | 20   | 46.933     | 22   | 47.212     | 19   | Não avançou | Não avançou | Não avançou | Não avançou |
| 21   | 30  | UKR Olena Shkhumova        | 46.950     | 19   | 46.844     | 19   | 47.751     | 26   | Não avançou | Não avançou | Não avançou | Não avançou |
| 22   | 9   | LAT Kendija Aparjode       | 48.103     | 27   | 46.927     | 21   | 47.296     | 21   | Não avançou | Não avançou | Não avançou | Não avançou |
| 23   | 27  | SVK Katarina Šimoňáková    | 47.428     | 24   | 47.606     | 25   | 47.538     | 23   | Não avançou | Não avançou | Não avançou | Não avançou |
| 24   | 25  | ARG Verónica María Ravenna | 47.175     | 22   | 47.788     | 26   | 47.739     | 24   | Não avançou | Não avançou | Não avançou | Não avançou |
| 25   | 19  | POL Natalia Wojtuściszyn   | 49.133     | 29   | 46.736     | 17   | 47.290     | 20   | Não avançou | Não avançou | Não avançou | Não avançou |
| 26   | 29  | CZE Tereza Nosková         | 47.813     | 26   | 48.132     | 27   | 47.921     | 27   | Não avançou | Não avançou | Não avançou | Não avançou |
| 27   | 26  | CRO Daria Obratov          | 48.615     | 28   | 48.252     | 28   | 48.686     | 29   | Não avançou | Não avançou | Não avançou | Não avançou |
| 28   | 28  | UKR Olena Stetskiv         | 50.599     | 30   | 48.303     | 29   | 47.929     | 28   | Não avançou | Não avançou | Não avançou | Não avançou |
| —    | 23  | USA Emily Sweeney          | 46.595     | 11   | 46.960     | 23   | 46.917     | 16   | DNF         | 20 !        | DNF         |             |
| —    | 18  | AUT Birgit Platzer         | 47.318     | 23   | DNF        | 30 ! | —          | —    | —           | —           | —           | —           |

Legenda
| Recorde mundial      | Recorde mundial (World record)               |                       | Recorde africano                      | Recorde africano (African) |                                           | Q | Classificado por posição (Qualified) |
| Recorde olímpico     | Recorde olímpico (Olympic record)            | Recorde da América    | Recorde da América (Americas)         | q                          | Classificado por melhor tempo (Qualified) |   |                                      |
| Melhor marca do ano  | Melhor marca do ano (World leading)          | Recorde asiático      | Recorde asiático (Asian)              | DNS                        | Não largou (Did not start)                |   |                                      |
| Recorde nacional     | Recorde nacional (National record)           | Recorde europeu       | Recorde europeu (European)            | DNF                        | Não terminou (Did not finish)             |   |                                      |
| Recorde pessoal      | Recorde pessoal do atleta (Personal best)    | Recorde da Oceania    | Recorde da Oceania (Oceania)          | DSQ / DQ                   | Desclassificado (Disqualified)            |   |                                      |
| Recorde da temporada | Recorde da temporada do atleta (Season best) | Recorde sul-americano | Recorde sul-americano (South America) | NM                         | Sem marca (No mark)                       |   |                                      |